# Gobernación de Siliana
La Gobernación de Siliana, en árabe: ولاية سليانة, es una de las veinticuatro gobernaciones de la República Tunecina. Esta gobernación se localiza al norte de Túnez, su ciudad capital es la ciudad de Siliana.

## Delegaciones con población en abril de 2014
- Bargou 12,482
- Bou Arada 20,444
- El Aroussa 9,907
- El Krib 20,155
- Gaâfour 16,934
- Kesra 16,404
- Makthar 29,052
- Rouhia 25,951
- Sidi Bou Rouis 12,618
- Siliana Nord 28,907
- Siliana Sud 30,233

## Territorio y población
Su territorio cubre una superficie de unos 4.631 km². La población, según las cifras del censo realizado en el año 2006, es de un total de 223.087 personas. La densidad poblacional es de 50,44 habitantes por cada kilómetro cuadrado de la Gobernación de Siliana.
- Datos: Q328115
- Multimedia: Siliana Governorate / Q328115